# Ana Roque de Duprey
Ana Roqué de Duprey (conocida también como Flor del Valle, Aguadilla, 18 de abril de 1853 - Río Piedras, Octobre de 1933) fue una escritora, educadora, activista por los derechos de las mujeres y una de las fundadoras de la Universidad de Puerto Rico. Además, es considerada como una de las precursoras del feminismo en Puerto Rico, y fundó en 1917 la Liga Femínea Puertorriqueña, la primera organización adscrita a este movimiento en dicho país.

## Vida y obra

### Primeros años
Roque nació en Aguadilla, Puerto Rico, con el nombre de Ana Roque de Duprey. Su madre falleció cuando tenía sólo cuatro años de edad y fue criada por su padre, su tía y su abuela, quienes eran educadores. En 1860, cuando tenía siete años de edad, fue enviada a una escuela regular, y dos años después se graduó. Salió de la escuela y se dedicó a coser con su abuela, Ana María Tapia de Roque, quien había sido maestra también, y a continuar la aritmética con su padre. Continuó su educación en el hogar y en el año 1864, a la edad de once años, se convirtió en la asistente de docencia más joven de Puerto Rico. En 1866, a los trece años, fundó una escuela en su casa. También escribió un texto estudiantil sobre geografía, que posteriormente fue adoptado por el Departamento de Educación de Puerto Rico. Solicitó su licencia de maestro y pasó los exámenes.

### Labor literaria
En 1884, se le ofreció un puesto como profesora en Arecibo que ella aceptó. Además, se inscribió en el Instituto Provincial donde estudió filosofía y ciencias, y obtuvo su licenciatura. En 1894 fundó la revista La Mujer, que se transformó en la primera publicación que tuvo como editora a una mujer puertorriqueña: Asunción García Gaona.
Escribió artículos para varios periódicos: El Buscapié, El Imparcial y El Mundo. También fue la fundadora de La Evolución (1902), La Mujer del Siglo XX (1907), Álbum Puertorriqueño (1918) y Heraldo de la Mujer (1920). En 1899, fue nombrada directora de la Escuela Normal de San Juan. 
Fue una apasionada a la astronomía; sería nombrada miembro honorario de la Sociedad de Astrónomos de Francia.

### Activismo
Roqué fue, junto a Isabel Andreu de Aguilar (1887-1948) y Mercedes Sola (1879-1923), una reconocida activista feminista. En 1917, fundó la Liga Femínea de Puerto Rico, la primera organización de su tipo en dicho país que se dedicó a cuestiones relacionadas con los derechos de las mujeres; algunas de sus asambleas se realizaban en San Juan, Ponce y Arecibo, y una de sus primeras acciones fue enviar una solicitud de sufragio femenino a la legislatura. En 1924, fundó la Asociación Puertorriqueña de Mujeres Sufragistas, que se transformó en una de las organizaciones más poderosas en su lucha por establecer el derecho femenino a votar, una tarea que se hizo realidad en 1932 y que entró en vigor para todas las mujeres en 1935.